# جوش هير
جوش هير (بالإنجليزية: Josh Hare)‏ هو لاعب كرة قدم بريطاني، ولد في 12 أغسطس 1994 في كانتربيري في المملكة المتحدة. لعب مع إيستبورن بوروه ونادي غيلينغهام.

## وصلات خارجية
- جوش هير على موقع قاعدة بيانات كرة القدم.إي يو (الإنجليزية)
- جوش هير على موقع Soccerbase.com (لاعب) (الإنجليزية)
- جوش هير على موقع Soccerway.com (الإنجليزية)